# 클루비 지 헤가타스 브라지우
클루비 지 헤가타스 브라지우는 CRB로 많이 불리는 브라질의 축구단으로 알라고아스주의 마세이오를 연고로 한다. 현재 캄페오나투 브라질레이루 세리에 B에 소속되어 있다.

## 우승
- 캄페오나투 알라고아스: 28

1927, 1930, 1937, 1938, 1939, 1940, 1950, 1951, 1961, 1964, 1969, 1970, 1972, 1973, 1976, 1977, 1978, 1979, 1983, 1986, 1987, 1992, 1993, 1995, 2002, 2012, 2013, 2015
- 토르네이우 조세 아메리쿠 필류: 1

1975

## 선수 명단

### 현역
참고: FIFA 자격 규정에 따라 소속된 국가대표팀 국기를 표시합니다. 선수는 복수의 FIFA 비회원국 국적을 가지고 있을 수 있습니다.
| 번호 | 포지션 | 국적     | 이름              |
| ---- | ------ | -------- | ----------------- |
| 4    | DF     | 에콰도르 | 루이스 세고비아   |
| 30   | FW     | 우루과이 | 파쿤도 라반데이라 |

| 번호 | 포지션 | 국적 | 이름            |
| ---- | ------ | ---- | --------------- |
| -    | DF     |      | 레오넬 오르티즈 |

## 역대 감독
| 감독                   | 임기 |
| ---------------------- | ---- |
| 하몽 메니지스 우브네르 | 2020 |